# Unidad de potencia híbrida Ferrari V6 de Fórmula 1

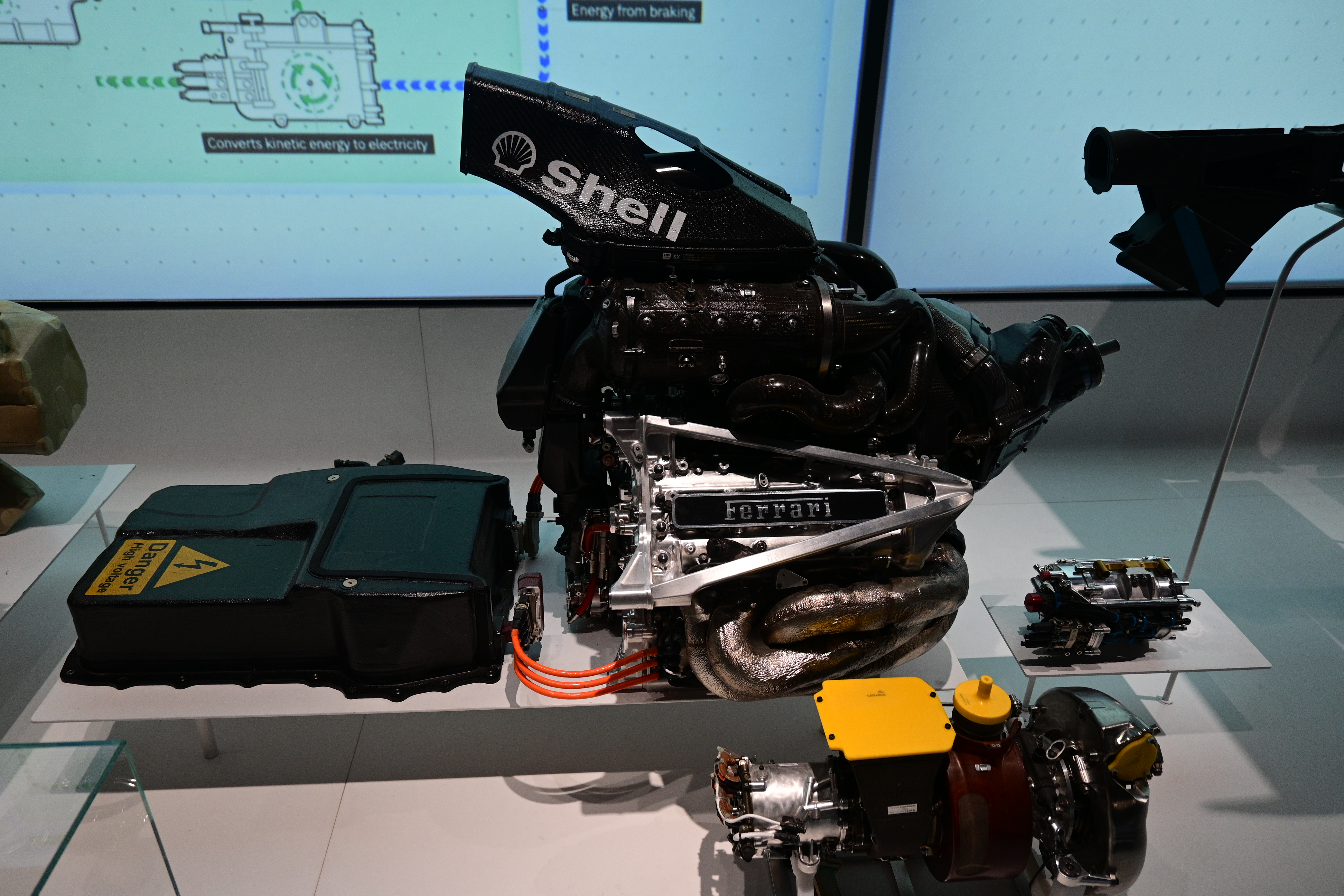
Unidad de potencia Híbrida de Ferrari para el campeonato de Fórmula 1

Ferrari ha desarrollado sus motores de carreras de Fórmula Uno V6 turboalimentados de 1,6 litros, comenzando con la denominación Tipo 059/3 para la temporada 2014 .

## Desarrollo
El motor turbo V6 fue desarrollado por la Scuderia Ferrari bajo la dirección de Luca Marmorini y Mattia Binotto .  

## Diseño
La unidad de potencia consiste en un motor tradicional de gasolina (ICE) y un sistema de recuperación de energía ERS
El motor de combustión interna consiste en un Motor V6 Turbo de 1.6 litros de cilindrada limitado a 15000 revoluciones por minuto. Aunque en carrera no superan las 13000. El flujo de combustible esta limitado por reglamento y la inyección de aceite en la cámara de combustión esta prohibida. En los mapas más agresivos de clasificación o adelantamiento la potencia supera los 800 cv.
Desde la temporada 2020 no esta permitido el cambio de mapa motor en carrera. En clasificación y en carrera el ICE debe usar el mismo mapa motor.
El sistema ERS suministra unos 160 cv, aunque su gestión depende de la elección del piloto a través de su volante.
El ERS lo conforman los siguientes elementos:
MGU-K (Motor-Generator-Unit-Kinetic): este elemento permite actuar como motor o como generador y sustituye el KERS utilizado en las temporadas (2009-2013). Suministra hasta 160 cv durante un periodo limitado durante la vuelta usando la energía almacenada en las baterías.
MGU-H (Motor-Generator-Unit-Heat): este elemento permite actuar como motor o generador. Esta anclado al eje del turbo regulando el turbolag actuando como motor o  actuando como generador para recargar las baterías.
Batería (ES) : permite almacenar energía para alimentar a los motores eléctricos.

## Nombre
Ferrari 059/3 es el nombre oficial de la nueva unidad de potencia en la temporada inaugural de 2014. 

## Críticas e investigación de la FIA
El  motor Tipo 064 de la temporada 2019 fue objeto de numerosas críticas desde mitad de temporada. Si bien Ferrari tuvo un desempeño sólido durante toda la temporada 2019 superando a Red Bull Racing pero lejos de Mercedes-Benz en Fórmula 1. Su desempeño fue particularmente sólido entre el Gran Premio de Bélgica, el Gran Premio de Italia de 2019  y el  Gran premio singapur 2019, circuitos de alta velocidad punta, donde la unidad de potencia es especialmente importante. Durante estas carreras, Ferrari consiguió seis poles consecutivas y consiguió sus únicas victorias de la temporada. Como su rendimiento había mejorado notablemente en comparación con las primeras 12 carreras de la temporada, Red Bull realizó una consulta a la FIA y pidió aclaración sobre si está permitido el uso de un sistema utilizado por Ferrari en su unidad de potencia que evita el sensor de flujo de combustible. Red Bull acusó a Ferrari de instalar el sensor de tal manera que no pudiera medir un flujo de combustible legal, incrementado el flujo de combustible y permitiendo a Ferrari utilizar mapas motor de forma más agresiva y durante más tiempo. La FIA respondió con una directriz técnica antes del Gran Premio de Estados Unidos, recordando a todos los competidores que tales sistemas no están permitidos. Como resultado, el rendimiento de Ferrari decayó notablemente. A medida que avanzaba la temporada, no consiguieron ni una pole ni una victoria. Max Verstappen luego acusó públicamente a Ferrari de hacer trampa. 
Tras finalizar las pruebas de la temporada 2020, la FIA anunció que había completado su investigación sobre el motor Tipo 064 y firmó un acuerdo privado con Ferrari. La FIA se negó a revelar los resultados de la investigación después de las protestas de los otros equipos. 

## Monoplazas
- Tipo 059/3
  - Ferrari F14 T (2014)
  - Marussia MR03 (2014)
  - Sauber C33 (2014)
  - Marussia MR03B (2015)
- Tipo 060
  - Ferrari SF15-T (2015)
  - Sauber C34 (2015)
  - Toro Rosso STR11 (2016)
- Tipo 061
  - Ferrari SF16-H (2016)
  - Haas VF-16 (2016)
  - Sauber C35 (2016)
  - Sauber C36 (2017)
- Tipo 062 (2017)
  - Ferrari SF70H
  - Haas VF-17
- Tipo 062 EVO (2018)
  - Ferrari SF71H
  - Haas VF-18
  - Sauber C37
- Tipo 064 (2019)
  - Ferrari SF90
  - Alfa Romeo Racing C38
  - Haas VF-19
- Tipo 065 (2020)
  - Ferrari SF1000
  - Alfa Romeo Racing C39
  - Haas VF-20
- Tipo 065/6 (2021)
  - Ferrari SF21
  - Alfa Romeo Racing C41
  - Haas VF-21
- Tipo 066/7 (2022)
  - Ferrari F1-75
  - Alfa Romeo C42
  - Haas VF-22
- Tipo 066/10
  - Ferrari SF-23 (2023)
  - Alfa Romeo C43 (2023)
  - Haas VF-23 (2023)
  - Haas VF-24 (2024)
- Tipo 066/12
  - Ferrari SF-24 (2024)
  - Sauber C44 (2024)
  - Ferrari SF-25 (2025)
  - Haas VF-25 (2025)
  - Sauber C45 (2025)